# Jónas Hallgrímsson
Jónas Hallgrímsson (16. listopadu 1807, Hörgársveit, Island – 26. května 1845, Kodaň, Dánsko) byl islandský romantický básník a spisovatel, novinář, překladatel, advokát a přírodovědec.

## Život
Pocházel z rodiny kněze. Vyrostl na severu Islandu, v kraji bohatých ústních tradic islandského folklóru. Otce ztratil v devíti letech a byl poslán do pěstounské péče. V letech 1823-1829 studoval na latinské škole v Bessastaðir. Po absolvování školy se přestěhoval do Reykjavíku a stal se soudním úředníkem.
V roce 1832 odplul do Kodaně, kde začal studovat práva na Kodaňské univerzitě. Po čtyřech letech přešel na studium přírodních věd a věnoval se také literatuře. Během studií založil roku 1835 v Kodani se třemi přáteli (Konráð Gíslason, Brynjólfur Pétursson a Tómas Sæmundsson) časopis Fjölnir, ve kterém publikoval své básně. Podle časopisu, který vycházel až do roku 1847, se jeho stoupenci nazývali „Fjölnismenn" (doslova „muži z Fjölniru"). Cílem časopisu bylo inspirovat na Islandu vlastenectví a propagovat islandský nacionalismus v naději, že časem dosáhne Island nezávislosti. Založení časopisu se považuje za skutečný vznik romantismu na Islandu, i když již předtím se objevovaly v islandské literatuře jeho prvky, například v básních Bjarniho Thorarensena, které Jónas velmi obdivoval a jeho vlastní raná poezie je jimi hluboce ovlivněna.
Studia dokončil roku 1838 a po promoci dostal grant na vědecký výzkum na Islandu, což mu dalo příležitost rozvíjet zájem o botaniku. Žil trvale v Kodani kromě období, kdy konal na Islandu svá bádání. Kromě umělecké činnosti (psal básně, prózu, skládal a pronášel projevy a překládal do islandštiny především německé básníky) pracoval na reportážích z cest na Island, ale také na publikacích o sopečných erupcích a zemětřesení na Islandu.
Večer 21. května 1845 zakopl Jónas na schodech na cestě do svého pokoje ve svém domě v Kodani a vážně si zlomil nohu. Byl převezen do nemocnice, ale dostal otravu krve, na kterou ráno 26. května v pouhých třiceti sedmi letech zemřel. Pohřben byl v Kodani, ale roku 1946 byli jeho ostatky převezeny na Island a pohřbeny v národním parku Þingvellir.

## Dílo

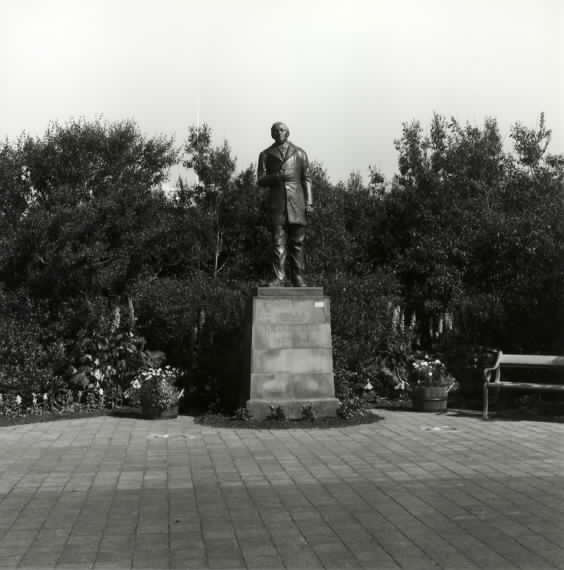
Básníkova socha v Reykjavíku od Einara Jónssona

Jako básník je známý především svými lyrickými básněmi popisujícími islandskou přírodu. Jeho poezie vyjadřuje lásku k rodné zemi, k její kráse a krajině, která ovlivnilá zejména jeho raný život. Obdivoval evropské romantiky, zejména Heinricha Heineho. Byl také mistrným spisovatelem prózy v islandštině i v dánštině  (psal pohádky, satiry a povídky, ve kterých se již projevují prvky realismu, a byl velkým obdivovatelem Hanse Christiana Andersena. Je považován nejen za první klasika novodobé islandské poezie, ale také za prvního moderního islandského povídkáře.
Upravil a přeložil mnoho cizí poezie do islandštiny. Největší množství jeho překladů pochází z němčiny (protože většina jeho krajanů nepotřebovala pomoc se čtením dánštiny) a mezi těmito překlady zaujímají čestné místo jeho ztvárnění Heineho. Na jedné straně považoval překlad za náročnou cestu k rozšíření a rozvoji vlastních básnických dovedností, na druhou stranu za způsob, jak poskytnout svým krajanům to, co považoval za básnické vzory. Někdy se ve svých překladech snažil zůstat věrný originálu jak formou, tak obsahem , někdy však provedl tak radikální změny ve formě nebo obsahu, že výsledek musí být považován za „adaptaci“, nikoli za překlad.
Obrodil islandskou poezii formálně (používal celou řadu nových meter nebo sonet při zachování aliterace) i tematicky. Jeho vliv na islandskou literaturu byl takový, že jeho narozeniny 16. listopadu se od roku 1996 slaví jako Den islandského jazyka (Dagur íslenskrar tungu). Ministr školství každoročně uděluje cenu Jónase Hallgrímssona  jako uznání za přínos konkrétního autora islandské literatuře.

## Výběrová bibliografie

### Poezie
- Dalabóndinn í óþurrknum (asi 1826 až 1828, Sedlák ve vlhkém počasí), báseň naznačuje zoufalství islandských zemědělců, kdy seno, které potřeboval pro udržení jejich dobytka naživu, leželo přes zimu hnijící na polích a nebylo žádné sluneční světlo, které by ho usušilo (za slunce sedlák nabízí svou krávu, svou ženu i své křesťanství).
- Skipkoma (1830, Připlouvá loď), živý portrét pouličního života v Reykjavíku na počátku devatenáctého století,
- Ísland (1835, Island), báseň vyjadřuje touhu po ztracené slávě a nezávislosti Islandu.
- Gunnarshólmi (1837, Gunnarsův holm), báseň je pojmenována po Gunnaru Hámundarsonovi,  jednom z hlavních hrdinů Njálovy ságy ze 13. století, jehož život skončil na malém ostrůvku (holmu) v řece Markarfljót, když se přes varování svých přátel rozhodl neopustit rodnou zemi.
- Rozlehlost vesmíru (1837, Alheimsvíðáttan), báseň založená na mladistvém díle německého básníka Friedricha Schillera Die Größe der Welt (Velikost světa).
- Íslands minni (1839, Přípitek na Island), báseň je na Islandu velmi populární jako píseň.
- Á gömlu leiði (1841, U starého hrobu).
- Bjarni Thorarensen (1841), elegie na smrt Bjarniho Thorarensena.
- Sláttuvía (1843, Píseň o kosení), v nejviditelnější rovině jde o oslavu senoseče, ale i smrt je žnec.
- Ferðalok (1844, Konec cesty), milostná báseň.
- Upp undir Arnarfelli (1844, Ledovec Orlí hory), báseň inspirovaná ledovcem Arnarfellsjökull.
- Ég bið að heilsa (1844, Posílám pozdravy), báseň je považována za první sonet napsaný v islandštině, ve kterém básník posílá pozdrav své rodné zemi.
- Svo rís um aldir árið hvurt um sig (1845, Na nový rok), novoroční sonet.
- Mér finnst það vera fólskugys (1845, Peklo).
- Einbúinn (1845, Samotář), výraz básníkovy osamělosti, izolace a odcizení.
- Sogið (1845, Sog), báseň inspirovaná stejnojmennou islandskou řekou.
- Vorið góða, grænt og hlýtt (1845, Jaro a podzim), volná adaptace básně Heinricha Heineho Der Frühling schien schon an dem Thor ze sbírky Neue Gedichte.
- Suður fórumk um ver (1845, Domov), jedna z posledních básníkových prací.
- Ljóðmæli (1847, Básně), posmrtně vydaný soubor autorových básní obsahující první knižní vydání mnoha z nich.

### Próza
- O povaze a původu Země (1835, Um eðli og uppruna jarðarinnar), esej.
- Grasaferð (asi 1835 až 1837, Cesta na léčivý mech), povídka se čtyřmi vloženými básněmi, která je obecně považována za počátek moderní prózy na Islandu, citlivý psychologický portrét chlapce, který se nachází mezi dětstvím a dospíváním.
- Fífill og hunangsfluga (asi 1841 až 1843,Pampeliška a včela),  pohádka ovlivněná Hansem Christianem Andersenem
- Stúlkan í turninum (asi 1842, Dívka ve věží), pohádka.[8]

### Sebrané dílo
- Ritverk (1989, Sebrané dílo), čtyři svazky.[2]